# Pusztamiske
Pusztamiske is een plaats (község) en gemeente in het Hongaarse comitaat Veszprém. Pusztamiske telt 487 inwoners (2001).